# Nazareno Etla
Nazareno Etla è un comune del Messico, situato nello stato di Oaxaca.